# Kid Icarus: Of Myths and Monsters
Kid Icarus: Of Myths and Monsters è un videogioco a piattaforme per Game Boy sviluppato da Nintendo Research & Development 1 e TOSE e pubblicato da Nintendo. È un sequel di Kid Icarus per Nintendo Entertainment System. Il gioco è stato pubblicato in Nord America il 5 novembre 1991 e in Europa il 21 maggio 1992. Arrivò in Giappone solo l'8 febbraio 2012 tramite la Virtual Console 3DS, dove mantiene il titolo inglese, giungendo poi in Europa l'8 marzo 2012 e in Nord America il 19 luglio 2012.
La storia di Of Myths and Monsters è influenzata dalla mitologia greca e romana e segue l'angelo soldato Pit nella sua ricerca di tre tesori sacri. Il suo obiettivo è sconfiggere il demone Orcos, che ha invaso il regno di Angel Land. Il gioco presenta le meccaniche di gioco di base del suo predecessore. I giocatori esplorano ambienti bidimensionali mentre raccolgono oggetti e combattono mostri. Il gioco è stato nominato il 18° miglior gioco per Game Boy da Nintendo Power e lodato dalla critica per il suo gameplay, la grafica e la musica.

## Trama
Una notte, la Dea Palutena ebbe un orribile sogno: la sua amata Angel Land era sotto attacco da un'armata di demoni. Un saggio le disse che non era soltanto un sogno, infatti un demone chiamato Orcos sarebbe presto arrivato ad attaccare Angel Land.
Palutena chiamò ancora una volta l'angelo Pit e gli raccontò della crisi che sarebbe scoppiata. Inviò Pit a recuperare tre sacri tesori (le Ali di Pegaso, l'Armatura d'Argento e le Frecce di Luce) per diventare più forte in modo da essere pronto a contrastare l'attacco futuro di Orcos.

## Modalità di gioco

Immagine di gioco: Pit si sposta saltando attraverso i vari mondi del gioco e può colpire a distanza i nemici con il suo arco

Kid Icarus: Of Myths and Monsters è un videogioco d'azione a piattaforme che mantiene in gran parte il gameplay del suo predecessore per NES. Il giocatore controlla il giovane angelo Pit, la cui arma principale è un arco dotato di un numero illimitato di frecce. Le fasi bidimensionali del gioco contengono oggetti che il giocatore può acquisire, trappole e nemici. L'obiettivo di Pit è completare tre livelli: il mondo sotterraneo, il mondo esterno e il mondo celeste. Ciascuno di essi è diviso in tre aree e una fortezza, al cui termine è collocato un boss. Dopo aver terminato un'area, il giocatore ha la possibilità di salvare i propri progressi e la barra della salute di Pit può essere aumentata se il punteggio, aumentabile sconfiggendo i nemici presenti nel livello, ha superato determinate soglie.
A differenza di Kid Icarus, la schermata di gioco può scorrere in tutte e quattro le direzioni, permettendo al giocatore di esplorare gli ambienti che sono già stati visitati. Inoltre, ora Pit può sbattere le ali in aria per attutire la caduta. In ogni area ci sono porte nascoste che conducono a camere di otto tipi diversi, che consentono di acquistare oggetti in cambio di cuori lasciati dai nemici sconfitti e ottenere armi, consigli e potenziamenti, a seconda del tipo di stanza.

## Accoglienza
| Testata       | Giudizio |
| ------------- | -------- |
| Consoles +    | 76%      |
| FNintendo     | 6/10     |
| Nintendo Life | 8/10     |
| Nintendojo    | 9/10     |

Kid Icarus: Of Myths and Monsters ha ricevuto recensioni generalmente positive dalla stampa specializzata. Un giornalista di Nintendo Magazine System l'ha descritto come "un adattamento piuttosto allegro del gioco per piattaforme NES [che] offre divertimento, ma non è più molto giovane". JC Fletcher di Joystiq ha sostenuto che il gioco "va significativamente oltre il suo predecessore", anche se "è inconfondibilmente Kid Icarus". Un tester di GamePro ha descritto i controlli come "buoni" e ha assegnato al gameplay del gioco il punteggio più alto, cinque punti. Ha anche aggiunto che "la musica crea atmosfera" e che la grafica era "bellissima in bianco e nero", grazie ai "grandi sprite e ai bei sfondi". Audrey Drake di IGN ha definito il gioco un "sequel impressionante" che si distingue dal primo per il suo gameplay migliorato. Infine ha sottolineato che Kid Icarus: Of Myths and Monsters "è stato un titolo solido indebitamente dimenticato". David Sanchez di GameZone, ha affermato che "possiede fedelmente la magia del primo titolo" e ha chiesto una riedizione su Nintendo 3DS Virtual Console. Daniel Kurland, scrivendo per TheGamer, ha dichiarato che il gioco era " senza dubbio uno dei migliori sequel per Game Boy e un esempio di come potesse essere utilizzato per espandere la serie NES".
Kid Icarus: Of Myths and Monsters si è classificato al 18º posto nella lista di Nintendo Power dei 20 migliori giochi per Game Boy e al 49° in una classifica analoga di Nintendo Life. È rimasto l'ultimo gioco della serie Kid Icarus per vent'anni fino all'uscita del 2012 di Kid Icarus: Uprising per Nintendo 3DS. È stato reso disponibile sulla Virtual Console di questa console l'8 febbraio 2012 in Giappone e l'8 marzo dello stesso anno in Nord America, Europa e Australia.